# Dan Stuart

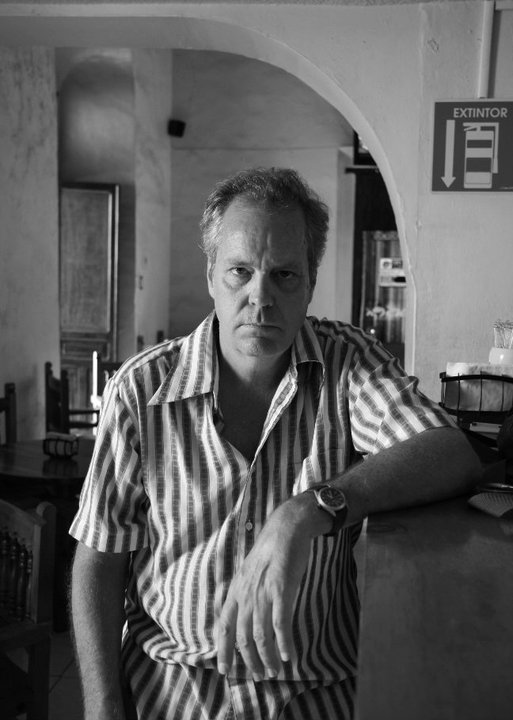
Dan Stuart in Oaxaca, Mexiko, 2011

Daniel Gordon Stuart (* 5. März 1961 in Los Angeles) ist ein US-amerikanischer Musiker. Bekannt ist er vor allem als Leadsänger der Band Green on Red (weitere Mitglieder waren Chuck Prophet, Chris Cacavas und Jack Waterson).

## Leben und Werk
Dan Stuart wuchs in Tucson, Arizona, auf und gründete dort 1979 die Punkband The Serfers. Im Jahr darauf ging die Band nach Los Angeles, änderte ihren Namen in Green On Red und wurde dem Paisley Underground zugerechnet, einer Szene, zu deren Einflüssen der Psychedelic Rock, Folk Rock und Garage Rock der 1960er Jahre gehörte. Nach zwei EPs nahm die Band 1983 mit Gravity Talks ihr erstes Album für Slash Records auf. In den nächsten Jahren tourten Green On Red  viel durch die USA und Europa, und es erschienen acht weitere Alben, bevor sich die Band 1992 auflöste. Während dieser Zeit arbeitete Green on Red mit Produzenten wie Jim Dickinson, Glyn Johns und Al Kooper.
Nach Green On Red nahm Stuart 1993 das Album Retronuevo mit Al Perry und 1995 das Soloalbum Can O'Worms auf, bevor er sich weitgehend aus dem Musikgeschäft zurückzog.
Im Jahr 2006 nahm Dan Stuart an einer Reunion von Green On Red teil. Im Sommer 2012 veröffentlichte Stuart sein zweites Soloalbum The Deliverance of Marlowe Billings, und im Sommer 2018 erschien The Unfortunate Demise of Marlowe Billings, das Stuart mit dem Produzenten und Gitarristen Danny Amis aufnahm.
Stuart, der fast ein Jahrzehnt in Mexiko gelebt hatte, lebt heute wieder in Tucson.

## Soloalben
- Can O'Worms (Monkey Hill, 1995)
- Dan Stuart – 4 Songs (Padre Lindo, 2011)
- The Deliverance of Marlowe Billings  (Cadiz Music, 2012)
- Arizona : 1993–95 (Cadiz Music, 2013)
- A little Guitar...and a little more (Padre Lindo, 2015)
- Marlowe's Revenge (Fluff and Gravy Records, 2016)
- The Unfortunate Demise of Marlowe Billings (Cadiz Music, 2018)